# Aeroporto Internacional de Oakland
Aeroporto de Oakland da Baía de São Francisco (IATA: OAK, ICAO: KOAK, FAA LID: OAK) é um aeroporto localizado em Oakland, Califórnia, Estados Unidos. É administrado pelo porto de Oakland. É um dos três aeroportos internacionais na Área da Baía de São Francisco. O aeroporto tem serviço de passageiros para cidades nos Estados Unidos, México e Europa. Voos de carga para cidades nos Estados Unidos, Canadá e Japão. OAK é o aeroporto mais próximo ao distrito financeiro de San Francisco, ambos geograficamente e por transporte público.
Oakland é uma cidade-foco para a Southwest Airlines e a Allegiant Air. Em agosto 2015, a Southwest tinha 120 partidas diárias em dias de pico de viagens da semana. A Alaska Airlines combinadas com a companhia-irmã Horizon Air, tem sido a segunda empresa transportadora no aeroporto até 2013. Em janeiro de 2014, a Delta ultrapassou Alaska. O número de passageiros atingiu um pico em 2007 de 14,6 milhões e diminuiu para 9,3 milhões em 2011.